# وینسنت (آیووا)
وینسنت (به انگلیسی: Vincent) شهری در ایالت آیووا کشور ایالات متحده آمریکا است که جمعیت آن در سرشماری سال ۲۰۱۰ میلادی، ۱۷۴ نفر بوده‌است.